# Le vent tourne
Pour plus de détails, voir Fiche technique et Distribution.
Le vent tourne est un film franco-suisse réalisé par Bettina Oberli, sorti en 2018.

## Synopsis
Pauline, une paysanne, élève ses bêtes dans le respect de la nature, dans le Jura. L’arrivée de Samuel, venu installer une éolienne, va bouleverser son couple, ses valeurs,.           

## Fiche technique
- Titre original : Le vent tourne
- Titre international : With the Wind
- Réalisation : Bettina Oberli
- Scénario : Bettina Oberli et Antoine Jaccoud, avec la collaboration de Céline Sciamma
- Image : Stéphane Kuthy
- Montage : Pauline Gaillard
- Musique : Arnaud Rebotini
- Production : Pauline Gygax de Rita Productions (Suisse) et Silex Films (France)
- Coproduction : Versus Production (Belgique), RTS, SSR, Teleclub (Suisse)
- Société de distribution : ARP Sélection (France), Filmcoopi (Suisse)
- Langue originale : français
- Durée : 87 minutes
- Genre : drame[4],[1]
- Dates de sortie :  
  - France : 26 septembre 2018

## Distribution
- Mélanie Thierry : Pauline
- Pierre Deladonchamps : Alex
- Nuno Lopes : Samuel
- Anastasia Shevtsova : Galina
- Audrey Cavelius : Mara[4]

## Sélections et nominations en festival
- Festival du film francophone d'Angoulême 2018, en compétition officielle
- Festival international du film de Locarno 2018, Piazza Grande (6 août 2018[4])